# Luis Martínez (simmare)
Luis Carlos Martínez Méndez, född 11 december 1995, är en guatemalansk simmare. 
Martínez tävlade för Guatemala vid olympiska sommarspelen 2016 i Rio de Janeiro, där han blev utslagen i försöksheatet på 100 meter fjärilsim. Vid olympiska sommarspelen 2020 i Tokyo slutade Martínez på sjunde plats på 100 meter fjärilsim.